# 歩いていこう (いきものがかりの曲)
「歩いていこう」（あるいていこう）は、いきものがかりの楽曲。自身の21作目のシングルとして、エピックレコードジャパンからCDシングル・デジタル・ダウンロードで2011年11月23日に発売された。

## 概要
前作「笑ってたいんだ/NEW WORLD MUSIC」から約4ヶ月ぶりに発売された2011年第2弾シングル。初回仕様限定盤には特典として「いきものカード025」「ライブツアー2012チケット先行予約案内」が封入されている。
2曲目は山下が制作した新曲で、オリジナルの新曲がカップリング曲となるのは「なくもんか」以来5作ぶりとなっている。
最高順位と初動売上は前作を下回ったが、NHK紅白歌合戦をはじめとする年末の各局音楽番組で披露されたこともあって累計売上は前作を上回っている。

## 収録曲
1. 歩いていこう （6:05）
  - 作詞・作曲：水野良樹 / 編曲：本間昭光

TBS系木曜ドラマ9『ランナウェイ〜愛する君のために』主題歌で、フジテレビ系『FNN報道特別番組 希望の轍2013-東北を歩こう-』の主題歌。また、日本テレビで放送されている特別番組『カラダWEEK』の2021、2022年度テーマソング[4]、2025年には塩野義製薬「大切な人のために。」CMソングとして起用された[5]。
ドラマのために書き下ろした曲であるが、制作する時に台本がディレクターのところで止まってしまったため、水野はドラマの内容をほとんど知らない状況で曲を作り上げた[6]。そのため、ドラマのタイトルと曲名が正反対の意味になっているが、これについては「恐縮している」とのこと[7]。
PVは架空の作家水山聖[8]の小説「歩いていこう」を原作とする映画の予告編仕立てとなっており、このPVには内田滋、中越典子、松本春姫、入江雅人、山西惇、吉田サラダ（ものいい）、茂木淳一が出演している[9]。なお、メンバーは本人役で出演しているが映画予告編という設定上登場部分はわずかである。
発売に先駆けて11月2日から着うたで、11月9日から着うたフルとmoraで先行配信されている。RIAJ有料音楽配信チャートでは「YELL」以来約2年ぶりとなる1位を獲得した。
4年連続出場を果たした『第62回NHK紅白歌合戦』でも披露され、歌手別視聴率はSMAP（48.2%）、EXILE（45.7%）に次いで全体の3位（紅組1位）となる45.2%を記録した（視聴率は関東地区・ビデオリサーチ調べ）[10]。また、2012年3月10日放送のNHK『震災から1年 "明日へ"コンサート』ではトリとしてこの曲を披露している。
Strings: 交響詩篇さきっぽ絶頂ボンバーStringsグループ'93
2. my rain （4:29）
  - 作詞・作曲：山下穂尊 / 編曲：本間昭光

ネガティブに捉えられやすい雨を前向きに考えている人もいるのではないかと思いながら制作した曲で、「光る雨」という仮タイトルでリリースする2、3年ほど前にすでに書いていたという[11]。
3. 歩いていこう -instrumental- (6:02)
4. my rain -instrumental- (4:25)
カップリング曲のインストゥルメンタルバージョンが収録されるのは「残り風」以来となる。

## 収録アルバム
- NEWTRAL（#1）
- なまものばかり〜メンバーズBEST LIVEセレクション〜（#1）

シングル発売前の2011年10月29日に国立代々木第一体育館で開催された『東日本大震災復興祭2011 〜子供たちの未来のために〜』でライブ初披露された時の音源が収録されている。
- バラー丼（#1）ドラマで使用されていたピアノのイントロを追加したバージョンで収録。
- 超いきものばかり〜てんねん記念メンバーズBESTセレクション〜（#1）